# Суй Лу
Суй Лу  (кит.: 眭 禄, 1 квітня 1992) — китайська гімнастка, олімпійська медалістка.

## Виступи на Олімпіадах
| Олімпіада   | Дисципліна      | Місце   |
| ----------- | --------------- | ------- |
| Лондон 2012 | командний залік | 4       |
| Лондон 2012 | вільні врави    | 13 r1/2 |
| Лондон 2012 | колода          | 2       |